# Заборсько Село
45°32′ пн. ш. 15°25′ сх. д. / 45.53° пн. ш. 15.41° сх. д.
Заборсько Село (хорв. Zaborsko Selo) — населений пункт у Хорватії, у Карловацькій жупанії у складі громади Нетретич.

## Населення
Населення за даними перепису 2011 року становило 16 осіб.
Динаміка чисельності населення поселення: